# WWE 노 웨이 아웃
노 웨이 아웃(No Way Out)은 WWE가 주관하였고, 2009년 끝으로 폐지된 페이퍼뷰이다. 하지만 2012년 다시 부활했다가 다시 폐지된다.
2003년 6월 WWE는 브랜드 분리의 일환으로 브랜드별 페이 퍼 뷰를 진행했다. 2004년부터 2007년 스맥다운 단독페이퍼뷰로 진행되었다.

## 노 웨이 아웃 개최한 곳
| 날짜            | 개최한 곳      | 경기장               | 관중수 | 메인 이벤트 |
| --------------- | -------------- | -------------------- | ------ | --- |
| 1998년 2월 15일 | 휴스턴         | 컴팩 센터            | 16,110 | 스티브 오스틴 & 오언 하트 & 캑터스 잭 & 체인쏘 찰리 vs. 트리플 H & 사비오 베가 & 뉴 에이지 아웃로스(로드 독 & 빌리 건) (논-새션 에이트 맨 태그팀 매치) |
| 2000년 2월 27일 | 하트퍼드       | 하트퍼드 시빅 센터   | 12,551 | 트리플 H vs. 캑터스 잭 (WWF챔피언십, 헬 인 어 셀 매치)                                                                                                 |
| 2001년 2월 25일 | 라스베이거스   | 토머스 & 맥 센터     | 15,223 | 커트 앵글 vs. 더 락 (WWF 챔피언십) |
| 2002년 2월 17일 | 밀워키         | 브래들리 센터        | 15,291 | 크리스 제리코 vs. 스티브 오스틴 (WWF 통합 챔피언십) |
| 2003년 2월 23일 | 몬트리올       | 벨 센터              | 15,100 | 더 락 vs. 헐크 호건 |
| 2004년 2월 15일 | 데일리 시티    | 카우 팰리스          | 11,000 | 브록 레스너 vs. 에디 게레로 (WWE 챔피언십) |
| 2005년 2월 20일 | 피츠버그       | 멜론 아레나          | 9,500  | 존 브래드쇼 레이필드 vs. 빅 쇼 (WWE 챔피언십, 바브드 와이어 스틸 케이지 매치)                                                                          |
| 2006년 2월 19일 | 볼티모어       | 퍼스트 매리너 아레나 | 11,000 | 커트 앵글 vs. 언더테이커 (월드 헤비웨이트 챔피언십) |
| 2007년 2월 18일 | 로스앤젤레스   | 스테이플스 센터      | 14,000 | 존 시나 & 숀 마이클스 vs. 바티스타 & 언더테이커 (태그팀 매치)                                                                                          |
| 2008년 2월 17일 | 라스베이거스   | 토머스 & 맥 센터     | 13,306 | 트리플 H vs. 제프 하디 vs. 숀 마이클스 vs. 크리스 제리코 vs. 우마가 vs. 존 브래드쇼 레이필드 (WWE 챔피언십, 일리미네이션 체임버 매치)                  |
| 2009년 2월 15일 | 시애틀         | 키 아레나            | 11,200 | 존 시나 vs. 에지 vs. 레이 미스테리오 vs. 크리스 제리코 vs. 마이크 녹스 vs. 케인 (월드 헤비웨이트 챔피언십, 일리미네이션 체임버 매치)                   |
| 2012년 6월 17일 | 이스트러더퍼드 | 아이조드 센터        | 10,000 | 존 시나 vs. 빅 쇼 (스틸 케이지 매치) |